# فلیکس (خواننده)
فلیکس یونگ‌بوک لی (انگلیسی: Felix Yongbok Lee؛ زادهٔ ۱۵ سپتامبر ۲۰۰۰) که بیشتر با نام فلیکس شناخته می‌شود، رپر و خواننده استرالیایی ساکن کره جنوبی است. او در ۲۵ مارس ۲۰۱۸ به عنوان یکی از اعضای گروه پسرانهٔ کره‌ای استری کیدز زیر نظر جی‌وای‌پی انترتینمنت فعالیت خود را آغاز کرد.

## زندگی
فلیکس متولد سیدنی، استرالیا می‌باشد و پدر و مادر او اصالتاً کره ای هستند. او در مدرسه "patrick's marist collegea" تحصیل کرده‌است. فلیکس در رشته تکواندو دان سه کمربند مشکی دارد و همچنین مدال‌های زیادی را تا به حال در این رشته کسب کرده‌است.
فلیکس برای عموم مردم به دلیل توانایی خواندن رپ و آواز با صدای بسیار کمیاب شناخته شده‌است.
فلیکس به مدت یک سال در کمپانی جی وای پی کارآموز بوده‌است و به مدت ۸ ماه در خوابگاه زندگی می‌کرده‌است. او مسلط به زبان انگلیسی است.
در اوت ۲۰۱۷، JYP Entertainment (JYPE) رسماً برنامه تلویزیونی جدید این آژانس را برای راه اندازی یک گروه پسرانه اعلام کرد. عنوان این برنامه بچه‌های ولگرد (استری کیدز) بود و فلیکس نیز به عنوان عضوی از این گروه در این برنامه حضور یافت.
پیش از آغاز کار رسمی گروه، در ۱۷ اکتبر، JYPE اولین موزیک ویدیوی استری کیدز را برای آهنگی با عنوان "Hellevator" منتشر کرد که بعداً به صورت تک آهنگ دیجیتالی منتشر شد.

## همکاری و فعالیت‌های انفرادی
در سال ۲۰۲۲ فلیکس اولین همکاری انفرادی خوانندگی خود را با عضو گروه توایس یعنی نایون انجام داد با آهنگی به نام No Problem که به عنوان بی ساید ترک در آلبوم ایم نایون قرار دارد. این آهنگ توانست به موفقیت‌های بسیاری دست پیدا کند از جمله کسب رتبه ۱۰ در جدول بیلبورد فروش آهنگ دیجیتالی جهانی که تبدیل شد به اولین بی ساید آهنگ زن کیپاپ سال ۲۰۲۲ که توانست در این جدول حضور داشته باشد.

## ترانه‌شناسی[۱۱]
| هنرمند     | ترانه              | آلبوم         | نوع همکاری         |
| ۲۰۱۸       | ۲۰۱۸               | ۲۰۱۸          | ۲۰۱۸               |
| ---------- | ------------------ | ------------- | ------------------ |
| Stray Kids | "Glow"             | Mixtape       | Writing            |
| Stray Kids | "Mixtape #1"       | I Am Not      | Writing            |
| Stray Kids | "Who?"             | I Am Who      | Writing, Composing |
| Stray Kids | "Mixtape #2"       | I Am Who      | Writing, Composing |
| Stray Kids | "Mixtape #3"       | I Am You      | Writing, Composing |
| ۲۰۱۹       |                    |               |                    |
| Stray Kids | "Mixtape #4"       | Clé 1: Miroh  | Writing, Composing |
| Stray Kids | "Mixtape #5"       | Clé: Levanter | Writing, Composing |
| ۲۰۲۰       |                    |               |                    |
| Stray Kids | "Wow"              | In Life       | Writing            |
| ۲۰۲۱       |                    |               |                    |
| Stray Kids | "Cause I Like You" | "SKZ-RECORD"  | Writing            |
| Stray Kids | "Surfin'"          | Noeasy        | Writing, Composing |
| Stray Kids | "For You"          | SKZ 2021      | Writing, Composing |
| Stray Kids | "Hoodie Season"    | SKZ 2021      | Writing, Composing |
| Stray Kids | "Placebo"          | SKZ 2021      | Writing            |
| Stray Kids | "Broken Compass"   | SKZ 2021      | Writing, Composing |
| Stray Kids | "Behind The Light" | SKZ 2021      | Writing, Composing |
| Stray Kids | "#LOVESTAY"        | "#LOVESTAY"   | Writing            |
| ۲۰۲۲       |                    |               |                    |
| Stray Kids | "Muddy Water"      | Oddinary      | Writing, Composing |

## پیوندها
ویکی‌پدیا انگلیسی
https://straykids.jype.com/
Jeong, Ah-ram. ""JYP 新 기대주" 스트레이 키즈, 오늘(۸일) 전격 데뷔". Naver (in Korean). Xports News. Retrieved January 8, 2018.
https://kprofiles.com/stray-kids-members-profile/
https://www.imdb.com/name/nm10104485/bio
https://stray-kids.fandom.com/wiki/Felix
https://stray-kids.fandom.com/wiki/Stray_Kids